# Erigorgus propugnator
Erigorgus propugnator là một loài tò vò trong họ Ichneumonidae.